# La bamba (película)
La bamba es una película estadounidense de 1987, de drama biográfico, basada en la vida de Ritchie Valens, un cantante y músico adolescente de origen mexicano-estadounidense de diecisiete años, que pasó de ganarse la vida en el campo a convertirse en una estrella del rock and roll en la década de 1950 hasta su muerte en un accidente aéreo en febrero de 1959. Está protagonizada por Lou Diamond Phillips, Esai Morales y Elizabeth Peña.
En 2011, la Biblioteca del Congreso de los Estados Unidos la seleccionó para su conservación en el Registro Nacional de Películas.

## Reparto
| Actor                | Personaje                                     |
| -------------------- | --------------------------------------------- |
| Lou Diamond Phillips | Ritchie Valens                                |
| Esai Morales         | Roberto "Bob" Morales, hermanastro de Ritchie |
| Rosanna DeSoto       | Connie Valenzuela, madre de Ritchie           |
| Elizabeth Peña       | Rosie Morales                                 |
| Danielle von Zerneck | Donna Ludwig                                  |
| Joe Pantoliano       | Bob Keane                                     |
| Rick Dees            | Ted Quillin                                   |
| Howard Huntsberry    | Jackie Wilson                                 |
| Brian Setzer         | Eddie Cochran                                 |
| Marshall Crenshaw    | Buddy Holly                                   |
| Stephen Lee          | The Big Bopper                                |
| Sam Anderson         | Sr. Ludwig, padre de Donna                    |

## Estrenos internacionales
| País                                                                          | Fecha de estreno                   |
| ----------------------------------------------------------------------------- | ---------------------------------- |
| Alemania                                                                      | Jueves 24 de septiembre de 1987    |
| Argentina                                                                     | Jueves 29 de octubre de 1987       |
| Australia                                                                     | Jueves 17 de septiembre de 1987    |
| Austria                                                                       | Viernes 25 de septiembre de 1987   |
| Bélgica                                                                       | Miércoles 30 de septiembre de 1987 |
| Belice · Costa Rica · El Salvador · Guatemala · Honduras · Nicaragua · Panamá | Miércoles 30 de septiembre de 1987 |
| Bolivia                                                                       | Viernes 25 de diciembre de 1987    |
| Brasil                                                                        | Jueves 29 de octubre de 1987       |
| Chile                                                                         | Viernes 16 de octubre de 1987      |
| Colombia                                                                      | Jueves 12 de noviembre de 1987     |
| Dinamarca                                                                     | Viernes 18 de septiembre de 1987   |
| Ecuador                                                                       | Miércoles 4 de noviembre de 1987   |
| Egipto                                                                        | Lunes 16 de mayo de 1988           |
| España                                                                        | Jueves 1 de octubre de 1987        |
| Estados Unidos · Canadá                                                       | Viernes 24 de julio de 1987        |
| Filipinas                                                                     | Miércoles 9 de septiembre de 1987  |
| Finlandia                                                                     | Viernes 11 de septiembre de 1987   |
| Francia                                                                       | Miércoles 30 de septiembre de 1987 |

| País                 | Fecha de estreno                   |
| -------------------- | ---------------------------------- |
| Grecia               | Jueves 15 de octubre de 1987       |
| Hong Kong            | Jueves 1 de octubre de 1987        |
| India                | Viernes 1 de septiembre de 1989    |
| Israel               | Viernes 18 de diciembre de 1987    |
| Italia               | Viernes 23 de octubre de 1987      |
| Jamaica              | Miércoles 6 de enero de 1988       |
| Japón                | Sábado 14 de noviembre de 1987     |
| Líbano               | Viernes 29 de enero de 1988        |
| Malasia              | Jueves 15 de octubre de 1987       |
| México               | Viernes 20 de noviembre de 1987    |
| Noruega              | Jueves 8 de octubre de 1987        |
| Nueva Zelanda        | Viernes 11 de septiembre de 1987   |
| Países Bajos         | Jueves 24 de septiembre de 1987    |
| Perú                 | Jueves 5 de noviembre de 1987      |
| Portugal             | Viernes 25 de septiembre de 1987   |
| Reino Unido Irlanda  | Viernes 7 de agosto de 1987        |
| República Dominicana | Jueves 17 de diciembre de 1987     |
| Singapur             | Sábado 10 de octubre de 1987       |
| Sudáfrica            | Viernes 2 de octubre de 1987       |
| Suecia               | Viernes 11 de septiembre de 1987   |
| Suiza                | Miércoles 30 de septiembre de 1987 |
| Tailandia            | Sábado 17 de octubre de 1987       |
| Taiwán               | Sábado 19 de septiembre de 1987    |
| Uruguay              | Jueves 8 de octubre de 1987        |
| Venezuela            | Miércoles 28 de octubre de 1987    |

## Premios
| Año  | Premio                | Categoría                                          | Resultado |
| ---- | --------------------- | -------------------------------------------------- | --------- |
| 1988 | Broadcast Music, Inc. | Mejor banda sonora, Carlos Santana y Miles Goodman | Ganador   |
| 1988 | Globos de oro         | Mejor película de drama biográfico                 | Nominado  |